# Reydon (Oklahoma)
Reydon è un comune degli Stati Uniti d'America, situato nello Stato dell'Oklahoma, nella Contea di Roger Mills.